# Lansac (Gironda)
Lansac é uma comuna francesa na região administrativa da Nova Aquitânia, no departamento da Gironda. Estende-se por uma área de 5,98 km². Em 2010 a comuna tinha 731 habitantes (densidade: 122,2 hab./km²).